# Blacktown Baseball Stadium
Le Blacktown Baseball Stadium est un stade de baseball situé à Rooty Hill près de Sydney en Nouvelle Galles du sud (Australie). Il fait partie du Blacktown Olympic Park, un complexe de baseball, de softball et d'athlétisme construit pour les Jeux olympiques d'été de 2000.
Les Sydney Blue Sox en sont le club résident depuis 2010.

## Histoire
Le Blacktown Olympic Center est un site de baseball, softball et d'athlétisme construit à l'occasion des Jeux Olympiques de Sydney en 2000. Il est composé de plusieurs pistes d'athlétisme, de 4 terrains de softball et de 3 terrains de baseball aux normes internationales.
Le Blacktown Baseball Stadium accueille des matchs du tournoi de baseball des JO mais n'est que le site secondaire, les maths les plus importants ayant lieu au Sydney Baseball Stadium à Homebush Bay.
Après les Jeux, il devient stade résident des NSW Patriots, l'équipe de l'état engagée en Claxton Shield. C'est lors de la finale de la Claxton Shield 2006 que le stade enregistre son record d'affluence avec 3 000 spectateurs.
Avec le retour de la Ligue australienne de baseball en 2010, le stade est utilisé par les Sydney Blue Sox.